# Witzenhausen
Witzenhausen est une ville du district Werra-Meißner-Kreis du Land de Hesse en Allemagne. Elle est située dans la vallée de la Werra au centre de l'Allemagne.

## Géographie
Witzenhausen se situe entre Göttingen et Cassel, non loin des autoroutes A7 et A38, sur la pente nord-est du bois de Kaufungen (de).

## Histoire

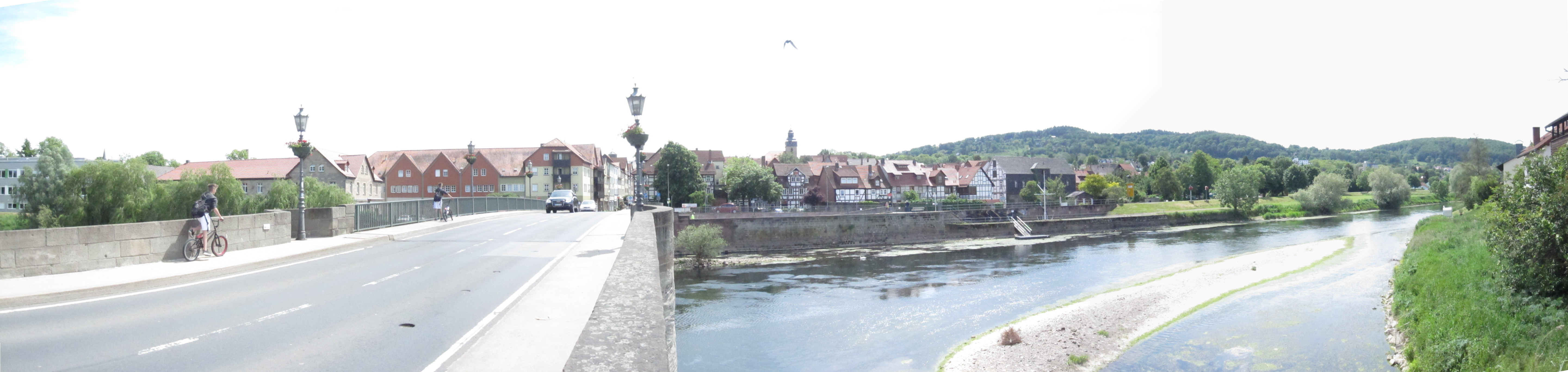
Photo de la Werra au sud de la vieille ville

| Appartenances historiques Landgraviat de Hesse 1264–1458 Landgraviat de Basse-Hesse 1458–1500 Landgraviat de Hesse 1500–1567 Landgraviat de Hesse-Cassel 1567–1803 Électorat de Hesse 1803–1807 Royaume de Westphalie 1807–1813 Électorat de Hesse 1813–1866 Royaume de Prusse (Province de Hesse-Nassau) 1866–1918 République de Weimar 1918–1933 Reich allemand 1933–1945 Allemagne occupée 1945–1949 Allemagne 1949–présent |

## Éducation
L'université de Cassel possède une antenne universitaire dans la ville. Celle-ci est spécialisée dans l'écologie. Elle délivre notamment des cours en agriculture biologique et en agriculture tropicale et subtropicale. La présence de cette unité d'enseignement a permis l'émergence de bureaux d'études et les cabinets d'experts-conseil dans le secteur de la valorisation des déchets, de l'énergie renouvelable et de l'agriculture écologique autour de la ville. Le concept de « poubelle verte » (pour les déchets organiques) aurait été inventé à Witzenhausen.

## Culture
Traditionnellement la cerise est fêtée à Witzenhausen en juillet pendant une kermesse de la cerise (Kesperkirmes = Kesper = cerise), fête pendant laquelle la reine de la cerise est élue.

## Jumelage
Saint-Vallier est jumelée avec Witzenhausen.